# International Swimming Hall of Fame/Masters-Schwimmer
In der folgenden Liste werden die 14 Masters-Schwimmer, die seit 1965 in die International Swimming Hall of Fame aufgenommen wurden, aufgeführt. Kandidaten zur Aufnahme als Masters-Schwimmer in die Ruhmeshalle müssen mindestens 16 Jahre (also in mindestens vier verschiedenen Altersgruppen) international erfolgreich Schwimmsport betrieben haben und in einer Altersgruppe die Konkurrenz vollständig dominiert haben. Als Aufnahmekriterien gelten insbesondere in der folgenden Reihenfolge:
1. Masters-Weltrekorde
2. Masters-Weltmeistertitel
3. Masters-Kontinentaltitel
4. Masters-Nationaltitel
5. Masters-Nationalrekorde

Neben dem Namen und der Nation des Sportlers sind das Jahr der Aufnahme in die Ruhmeshalle, der Karriere-Höhepunkt (definiert als die Zeit zwischen dem ersten und dem letzten internationalen Erfolg), die Zahl der Masters-Weltmeistertitel und die Zahl der Masters-Weltrekorde angegeben.
| Name                | Nation          | Aufnahme- Jahr | Karriere- Höhepunkt | Weltmeister- Titel | Welt- rekorde | Anmerkungen |
| ------------------- | --------------- | -------------- | ------------------- | ------------------ | ------------- | ----------- |
| Jane Asher          | Verein. Königr. | 2006           | 1983–2002           | 30                 | 75            |             |
| Jayne Owen Bruner   | USA             | 1998           | 1974–1996           | 13                 | 40            |             |
| Barbara Dunbar      | USA             | 2000           | 1976–1996           |                    | 91            |             |
| Tim Garton          | USA             | 1997           | 1973–1996           | 36                 | 21            |             |
| Graham Johnston     | USA             | 1998           | 1952–1997           | 31                 | 41            |             |
| Harold Langner      | USA             | 1995           | 1980–1995           |                    | 185           |             |
| Kelley Lemmon       | USA             | 1999           | 1980–1995           |                    | 24            |             |
| Maxine Merlino      | USA             | 1999           | 1972–1988           |                    | 59            |             |
| Ardeth Mueller      | USA             | 1996           | 1976–1991           | 7                  | 46            |             |
| Yoshiko Osaki       | Japan           | 2005           | 1984–2005           |                    | 93            |             |
| Gail Roper          | USA             | 1997           | 1970–1990           | 27                 | 42            |             |
| Ray Taft            | USA             | 1996           | 1972–1996           | 28                 | 49            |             |
| Laura Val           | USA             | 2003           | 1987–2002           |                    | 97            |             |
| Clara Lamore Walker | USA             | 1995           | 1982–1995           |                    | 184           |             |